# Śrutowy Dołek
Śrutowy Dołek – struga, prawy dopływ Strawy. Ma długość około 4,25 kilometra. Płynie południowymi obrzeżami Piotrkowa Trybunalskiego. Początek bierze w okolicach ul. Wroniej, następnie płynąc przecina ul. Roosevelta, Glinianą, Przemysłową, Żwirki i Wigury, Krakowskie Przedmieście następnie przez wieś Zalesice (obecnie dzielnica Piotrkowa) i za nią, w okolicy oczyszczalni ścieków wpada do Strawy.